# Anoura luismanueli
Anoura luismanueli (Molinari, 1994) è un pipistrello della famiglia dei Fillostomidi diffuso nell'America meridionale.

## Descrizione

### Dimensioni
Pipistrello di piccole dimensioni, con la lunghezza totale tra 58 e 65 mm, la lunghezza dell'avambraccio tra 33,6 e 36,9 mm, la lunghezza della coda tra 3 e 6 mm, la lunghezza del piede tra 10 e 12 mm e la lunghezza delle orecchie tra 13 e 15 mm.

### Aspetto
La pelliccia è densa e setosa e ricopre la base dell'avambraccio e le zampe fino al ginocchio. Il colore generale del corpo è brunastro con dei riflessi rossastri particolarmente sulle parti ventrali. Le membrane variano dal marrone al marrone scuro. Il muso è allungato e fornito all'estremità di una piccola foglia nasale lanceolata.  La lingua è allungabile e fornita di papille sulla punta. Le orecchie sono relativamente piccole e separate. La coda è ben sviluppata, mentre l'uropatagio è ridotto ad una sottile membrana lungo la parte interna degli arti inferiori ed è cosparso di peli, particolarmente lungo il margine esterno il quale ha una forma a U rovesciata.

## Biologia

### Comportamento
Si rifugia all'interno delle grotte.

### Alimentazione
Si nutre di insetti, nettare e polline.

## Distribuzione e habitat
Questa specie è diffusa lungo i versanti andini del Venezuela e della Colombia orientale.
Vive nelle foreste collinari sempreverdi e decidue tra 1.100 e 2.300 metri di altitudine.

## Conservazione
La IUCN Red List, considerato il vasto areale, la popolazione presumibilmente numerosa e la presenza in diverse aree protette, classifica A.luismanueli come specie a rischio minimo (Least Concern)).